# 李师悦
李师悦（9世纪—896年12月19日），中国唐朝末年将领。
李师悦本为感化军节度使时溥所部小将、行营都将，中和四年（884年）五月，奉时溥命率军万人追杀一度称帝的农民军首领黄巢，六月，与黄巢叛将尚让追黄巢到莱芜瑕丘，败之。黄巢部众尽散，逃到狼虎谷，两天后被外甥林言所杀。时溥派李师悦献上缴获的黄巢符玺。光启元年（885年）八月，李师悦以检校工部尚书被拜为湖州刺史。文德元年（888年），加检校右仆射。龙纪元年（889年），加检校司空。同年宣歙观察使杨行密表迁池州刺史韩守威于湖州，派兵护送就任，但正值李师悦与杭州刺史钱镠连年交战，韩守威最终未就任。大顺二年（891年），李师悦被加特进。景福元年（892年），加检校司徒，赐德政碑。二年（893年），加防御使。
乾宁二年（895年），威胜军节度使董昌叛乱，李师悦与他联合，因此又得罪时为浙东招讨使的钱镠。李师悦结好时任淮南节度使的杨行密，十月，又协助杨行密部将润州团练使安仁义攻杭州，他的部将徐淑奉董昌之命率军四千余人会合杨行密部将魏约所部包围嘉兴，钱镠派内衙都虞候方密袭之，不克，改命武勇都知兵马使顾全武率所部御之。三年（896年）正月，李师悦被加检校太保。同月，安仁义要从湖州渡江，被顾全武阻拦未果。五月，董昌败亡。
十一月，李师悦请求旌节（节度使标志）。唐昭宗下诏在湖州设立忠国军，以李师悦为节度使。赐李师悦告身、旌节者还没来到湖州境内，李师悦卒（《昭宗实录》作二年四月事；《统记》作五月加节度使，七月薨）。李师悦子（《昭宗实录》作孙）前绵州刺史李彦徽（一作李继徽）自称留后，杨行密上表请求以他知州事。